# 丁華恬
丁華恬（2002年10月11日—）是臺灣女子競技體操運動員。2019年亞洲體操錦標賽為中華隊奪得第一面女子平衡木金牌。2019年世界競技體操錦標賽丁華恬全能項目排在第88名，經由遞補取得2020年夏季奧林匹克運動會參賽資格，為臺灣取得睽違52年的女子組體操參賽資格。2019年，成為臺灣首位以自己名字為體操動作命名得到國際認證的運動員。2021年，代表臺灣參加東京奧運體操比賽，並於同年進入輔仁大學體育學系就讀。

## 外部連結
- 丁華恬 （页面存档备份，存于）在國際體操總會的頁面（英文）
- 丁華恬 （页面存档备份，存于）在中華奧林匹克委員會的頁面（繁體中文）
- 丁華恬的Instagram帳戶